# Najarar
Najarar (en armenio: նախարար naxarar, del parto naxvadār "primogénito") fue un título hereditario del alto rango dado a las casas de la nobleza antigua y medieval.

## El sistema najarar
En la Armenia del siglo IV, al igual que en Partia, las grandes propiedades eran propiedad hereditaria de familias nobles y de hecho eran gobernadas por uno de sus miembros. La familia ampliada compartía la adoración de los mismos antepasados, vivía en pequeños pueblos fortificados y pasaba la mayoría de parte de su tiempo dedicada a la caza y banquetes. Además, cada familia najarar tenía una función social particular: así por ejemplo en Armenia un miembro de los arsácidas era rey y consiguientemente un primus inter pares; los mamikonios eran sparapet o mariscal hereditario,  los bagratunis eran comandantes de la caballería (aspet) y coronaban al rey (tagadir).
Este sistema a menudo ha sido etiquetado como feudal a efectos prácticos. Aun así, hay diferencias entre este sistema y el sistema feudal más tarde adoptado en Europa Occidental. La propiedad globalmente era de hecho gobernada por una sola persona aunque considerada la propiedad de todas su familia ampliada, de modo que, si el gobernante moría sin herederos era sucedido por un miembro de una rama diferente de la familia. Además, solo podía legar parte de la propiedad familiar a otro miembro de la familia o mediante permiso de la familia ampliada al completo. Esto puede explicar por qué las familias nobles armenias eran normalmente endogámicas para no diseminar sus propiedades como habría pasado si tuvieran que dar una parte a otra familia como dote. También ha de notarse que los matrimonios endogámicos tenían una razón religiosa, particularmente antes de la difusión del cristianismo, porque el paganismo armenio favorecía matrimonios entre parientes. 
Cada najarar tenía su propio ejército basado y dependiente de su territorio. La fuerza nacional o "caballería real" estaba en manos del sparapet, un comandante-en-jefe de totalidad de la nación. Después de la cristianización del país las escuelas y los tribunales estaban n manos del clero armenio.   
La Armenia medieval se dividía en grandes latifundios propiedad de amplias familias nobles gobernadas por un nahapet "jefe de la familia" o tanuter "maestro de la casa". Otros miembros de una familia najarar gobernaban sobre porciones más pequeñas de la propiedad familiar. Los najarars de gran influencia eran llamados ishkhans (príncipes). 

## Historia
El origen de los najarares parece extenderse hasta la Armenia pagana, que se encontraba entre los imperios romano y parto y fue convertida al cristianismo a partir del reinado de Tiridates III.
Los najarares sobrevivieron a la caída de la dinastía arsácida y la consiguiente creación de la provincia persa de Armenia bajo los sasánidas, dada la gran autonomía de la región. Sin embargo, el intento de Yazdegerd II de convertir Armenia al zoroastrismo llevó a la rebelión de Vartán Mamikonián que, tras la batalla de Vartanantz, forzó el tratado de Nvarsak.
Mientras, en la Armenia occidental, bajo el dominio bizantino, las reformas de Justiniano eliminaron la función militar de los najarares además de intentar anexionarse los latifundios armenios. Los najarares, enfadados, desencadenaron una insurrección a gran escala que tuvo que ser reprimida militarmente y llevó a una guerra con los sasánidas en 540. 
Pese al debilitamiento por las invasiones y las reformas legales reales, la estructura najararar quedó virtualmente en pie durante siglos hasta ser finalmente eliminada durante las invasiones mongolas en el siglo XIII. Algunos aspectos del sistema najarar sobrevivieron en Armenia hasta comienzos del siglo XX, cuando la clase noble fue abolida por los bolcheviques.